# Gaston Rebry junior
Gaston Rebry junior (* 10. März 1933 in Wevelgem; † 5. Januar 2007 in Québec) war ein kanadischer Maler.
Gaston Rebry junior war der Sohn des dreimaligen Siegers von Paris–Roubaix, des belgischen Radrennfahrers Gaston Rebry. Zunächst trat Rebry, wenn auch mit mäßigem Erfolg, in dessen sportliche Fußstapfen. Nach dem Tod des Vaters im Jahre 1953 wanderte Rebry junior nach Kanada aus und siedelte sich in Quebec an.
Noch in Belgien hatte Gaston Rebry an der „École des beaux-arts“ in Menen studiert, in Kanada führte er seine Ausbildung an der Kunsthochschule von Montreal fort. Bis er sich nach zehn Jahren als Maler endgültig etablieren konnte, arbeitete er als Vertreter. Er malte vor allem Landschaften. Der frühere Premierminister von Kanada, Jean Chrétien, verschenkte des Öfteren Werke von Rebry an Staatsgäste, so im Jahre 1998 an Papst Johannes Paul II.
2007 starb Gaston Rebry an einer Lungenentzündung.